# Тетрадь дружбы Нацумэ
«Тетрадь дружбы Нацумэ» (яп. 夏目友人帳 Нацумэ ю:дзинтё:) — манга Юки Мидорикавы. Начала выпускаться Hakusensha в журнале LaLa DX в 2003 году, а в 2008 году перешла в LaLa. Стала финалистом первой премии Манга тайсё в 2008 году. Аниме-адаптация студии Brain's Base состоит из четырёх сезонов, они транслировались на TV Tokyo в 2008, 2009, 2011 и 2012 годах. Начиная с пятого сезона аниме-адаптацией стала заниматься студия Shuka, премьера сериала состоялась 5 октября 2016 года. 29 сентября 2018 года Shuka выпустила на экраны полнометражный фильм «Тетрадь дружбы Нацумэ», который позже был лицензирован в России.

## Сюжет
Такаси Нацумэ — японский школьник, ученик старших классов, обладающий необычными способностями. Он способен видеть потустороннее: ёкай (демонов), духов, привидений, ками и прочих сверхъестественных существ. Эта способность с детства была ему ненавистна, из-за неё окружающие считали его «странным», предпочитая держаться на расстоянии от ребёнка, который может то разговаривать с пустотой, то с ужасом уставиться на пустое место.
Нацумэ, лишившийся родителей ещё в детстве, селится в доме семьи Фудзивара, в той же местности, где когда-то давно жила его бабушка Рэйко, которая тоже была духовидицей. И тогда окрестные демоны начинают регулярно нападать на Нацумэ, и тому приходится спасаться в синтоистском храме. Демоны принимают Нацумэ за его бабушку (у них плохо с ощущением времени и различением полов) и требуют отдать им «Тетрадь дружбы».
С помощью случайно освобождённого из заточения ёкая Мадары, похожего на толстого кота, Нацумэ разбирается в происходящем: оказывается, бабушка Рэйко в юности сразилась со множеством демонов, победила их и составила «Тетрадь дружбы» из листов, на которых побеждённые собственноручно написали свои имена. Заключив имена демонов в тетрадь, она сделала самих демонов своими слугами. Теперь тот, кто завладеет тетрадью, станет хозяином множества демонов и духов. Тетрадь сохранилась в сундуке с бабушкиными вещами. Мадара требует отдать тетрадь ему, но Нацумэ решает по-своему: он не собирается ни отдавать власть над демонами одному из них, ни пользоваться этой властью сам, и хочет просто вернуть демонам их имена. Чтобы сделать это, просит Нянко-сэнсэя (а именно так Такаси называет своего спутника) поделиться демонической силой, за это пообещав демону, что тот может взять себе тетрадь, когда Нацумэ умрёт. Неожиданное решение становится началом новой жизни: чем дальше, тем больше Такаси общается со сверхъестественным и тем больше понимает, что между людьми и демонами нет непреодолимой пропасти.

## Персонажи
Такаси Нацумэ (яп. 夏目 貴志 Нацумэ Такаси) — старшеклассник, среднего роста, худощавый, светловолосый, с глазами цвета янтаря (в манге Мидорикава рисует его платиновым блондином (седым) с зелёными глазами), за что ему часто доставалось от одноклассников. Обладает способностью видеть духов (аякаси, ёкаи). В детстве пытался рассказывать окружающим о том, что видит, но со временем убедился, что ему всё равно не верят и считают либо «странным», либо лжецом, и перестал упоминать о своих способностях. По этой причине замкнут и нелюдим. После смерти родителей Нацумэ перебирался от одних родственников к другим, но нигде так и не прижился. Лишь непосредственно перед началом действия сериала и манги его приютила бездетная чета Фудзивара, причём, как позже отмечается, инициатива усыновления шла со стороны четы Фудзивара. Одновременно он начал ладить с одноклассниками, в общем, жизнь стала налаживаться. Чтобы не шокировать близких и друзей, он особенно тщательно скрывает от них свои способности. Такаси очень добр и заботлив, в начале истории он всячески отказывается помогать духам, чтобы не было проблем, но позже убеждается, что это бесполезно. Позже сам лезет помогать, не слушая дельные возмущения Мадары. Хотя привидений и демонов он не любит, со временем и среди них у него появляются друзья. Только с аякаси он действительно откровенен, с людьми же Нацумэ держится на расстоянии. Он стремится никому не причинять вреда или проблем, его не прельщает власть над демонами, которую даёт Тетрадь. Научившись возвращать демонам их имена, он при каждом таком действии узнаёт какие-то эпизоды из прошлого, из жизни молодой бабушки Рэйко и существ, с которыми она общалась, и это учит его никогда не делать скороспелых выводов о людях, демонах и причинах их поведения. Со временем у него проявляется способность видеть прошлое тех, с кем познакомился. В основном это момент или причина появления какой-либо проблемы, с которой столкнулся тот, кто пришёл за помощью к Нацумэ. Спортивный, быстро бегает, так как аякаси, которые хотят заполучить Тетрадь друзей часто гоняются за ним. В манге отмечается, что ходит в клуб кэндо, но хочет его бросить, потому что форма дорогая. Боится быть обузой для окружающих. Очень беспокоится за Тетрадь, потому что ответственный.
Сэйю: Хироси Камия
Мадара (яп. 斑) — ёкай, один из немногих, кто отказался сражаться с Рэйко, был случайно освобождён Нацумэ из заточения в синтоистском храме, где парень скрывался от преследующих его привидений. Подлинное обличье — оками, гигантский белый волк с длинным пушистым хвостом, способный летать, очень сильный демон. Но обычно он предпочитает принимать вид манэки-нэко, толстого, неуклюжего кота, так как за годы заточения в статуе привык к этой форме. В этом облике его видят все люди. Умеет также принимать человеческий облик (предпочитает перевоплощаться в девушку, похожую на Рэйко), но использует его лишь изредка, когда нужно общаться с людьми, не знающими о духах. Ленивый, но при этом любопытный, временами несёт полный бред (в котором всё-таки есть логика и смысл, правда, очень глубоко), но только если это не касается духов, Тетради и жизни окружающих. Неуклюж, любит поиздеваться над окружающими (Нацумэ его за это иногда бьёт). Изображает из себя прожжённого циника, постоянно напоминает, что остался с Нацумэ только для того, чтобы не упустить Тетрадь, грозится съесть его при удобном случае. Постоянно критикует Нацумэ за излишнюю доброту и доверчивость, ругается с ним, когда тот называет его «кошаком», утверждает, что Нацумэ — его слуга. Часто дерётся с Нацумэ, особенно во втором и последующих сезонах. В действительности же он просто боится привязаться к людям, потому что их жизнь, по меркам демонов, слишком коротка. С Нацумэ же он просто убивает время, хотя и привязывается к нему потихоньку (и ни в какую это не признаёт), постоянно помогает ему, нередко спасая в стычках с демонами, которые самому Такаси оказываются не под силу. Очень любит вкусно поесть, злоупотребляет саке. Может превращаться в людей, которых «хорошо рассмотрел». Так в одной из серий 4-го сезона перевоплощается в Нацумэ Такаси.
Сэйю: Кадзухико Иноуэ
Рэйко Нацумэ (яп. 夏目 レイコ Нацумэ Рэйко) — бабушка главного героя — Такаси, создательница Тетради Дружбы. В аниме и манге мы видим Рэйко в воспоминаниях демонов, которые были ею побеждены. Мадара отзывался о ней как о «невероятно красивом человеке, но одиноком и нелюдимом». Причина её одиночества была такая же, как и у Такаси — способность видеть духов. Рэйко тоже пыталась быть откровенной с людьми и рассказывала им о своём даре, но ей никто не верил. Потому в городе, где она жила, среди сверстников, считалась сумасшедшей, однако даже Нацумэ не всегда понимает логику её поступков. Ей часто, даже в лицо, говорили, что она «Лисица-оборотень». Жестокость одноклассников научила её защищаться, но грубую силу Рэйко применяла только против демонов, которые, проиграв ей в битве, отдавали свои имена. Так и была создана Тетрадь Дружбы. Умерла молодой.
Сэйю: Санаэ Кобаяси
Канамэ Танума (яп. 田沼 要 Танума Канамэ) — Танума приехал в деревню практически сразу после Нацумэ. Вначале он выглядит отчуждённым и недружелюбным, но на самом деле он добрый парень и всегда пытается помочь. Его отец настоятель в синтоистском храме и очень много молится. В одной из серий замечается, что отец Танумы обладает силой Будды и способен очищать округу от духов, чем их очень беспокоит, так как не знает ни своих сил, ни меры. Танума же может ощущать присутствие сильных духов и видеть их тени, но видеть их или проявления их жизнедеятельности (следы, например) не может. У него, также как и у Нацумэ, были проблемы в общении с людьми, так как он странный для окружающих, хоть и не настолько сильно, как Нацумэ, именно поэтому для него общение с друзьями в новинку. Он старается помочь Нацумэ с духами, но из-за его слабых способностей переживает, что от него мало толку и ему часто плохо от аур ёкаев.
Сэйю: Кадзума Хориэ
Сюити Натори (яп. 名取 周 Натори Сюити) — Натори ещё один человек, который с детства мог видеть духов. Он очень известный актёр, но также является и экзорцистом. У него с рождения есть родинка «ящерица», которая движется по всему его телу, но по никому не известной причине никогда не заползает на правую ногу. Постоянно врёт всем вокруг. Даже Нацумэ. Натори ненавидит духов. В детстве он не видел в духах ничего плохого, помогал и даже дружил с ними, однако все его родственники говорили, что он приносит несчастья. Натори же усмотрел в этом вину духов и стал экзорцистом. Использует духов для работы, однако относится к ним достаточно мягко. Однако к другим духам достаточно жесток, чего не одобряет Нацумэ. После того, как они сдружились, Натори стал немного мягче по отношению к духам и стал волноваться за Нацумэ.
Сэйю: Акира Исида
Тоору Таки (яп. 多軌 透 Таки Тоору) — тихоня, которая ни с кем не общалась. Как потом выяснилось, из-за проклятья, которое на неё наложил ёкай. Нацумэ помог ей снять это проклятие, благодаря чему они подружились, а Таки, как выяснилось, была жуткой болтушкой! Она не может видеть духов, но является выходцем из побочной ветви семьи оммёдзи, благодаря чему знает несколько заклинаний и как нарисовать магический круг, который повышает духовную силу любого, вставшего в него, от чего даже очень слабый аякаси становится виден людям. Обожает мягкие, пушистые и милые вещи, из-за чего постоянно тискает Няко-сэнсэя.
Сэйю: Сато Рина
Сэйдзи Матоба (яп. 的場 静司 Матоба Сэйдзи) — глава клана Матоба. Экзорцист, который жертвует невинными духами для достижения своих целей. Несмотря на то, что он уничтожает духов ради защиты людей, он не колеблясь способен причинить вред любому духу на его пути. Людей он не трогает. По крайней мере, физически. Чаще всего появляется вооружённый луком и стрелами, которые он использует для устранения ёкай. Много поколений назад его предок заключил контракт с сильным ёкаем, пообещав взамен отдать свой глаз, однако свою часть сделки не выполнил. Из-за этого все его потомки, и Сэйдзи в том числе, носят на глазу повязку с заклинанием, делающим этот глаз неощущаемым для того ёкая. Во время первой встречи с Нацумэ, Сэйдзи говорит, что его глаз уже повреждён. После первой встречи с Нацумэ он проявляет большой интерес к нему, и позже просит его присоединиться к клану Матоба.
Сэйю: Дзюнъити Сувабэ

## Медиа-издания

### Манга
Манга, написанная и проиллюстрированная Юки Мидорикавой, начала выпускаться два раза в месяц в сёдзё-журнале LaLa DX издательства Hakusensha в 2005 году, а в 2008 году перешла в ежемесячник LaLa. Права на издание на русском языке в 2020 году купило издательство XL Media, манга издаётся омнибусами по два оригинальных тома в одной книге. По состоянию на осень 2024 года опубликовано 29 томов манги.

#### Список томов
| №  | Дата публикации      | ISBN                   |
| -- | -------------------- | ---------------------- |
| 1  | 5 октября 2005 года  | ISBN 978-4-592-17158-4 |
| 2  | 5 августа 2006 года  | ISBN 978-4-592-17159-1 |
| 3  | 5 февраля 2007 года  | ISBN 978-4-592-18446-1 |
| 4  | 4 августа 2007 года  | ISBN 978-4-592-18447-8 |
| 5  | 5 марта 2008 года    | ISBN 978-4-592-18448-5 |
| 6  | 5 июля 2008 года     | ISBN 978-4-592-18449-2 |
| 7  | 5 января 2009 года   | ISBN 978-4-592-18667-0 |
| 8  | 3 июля 2009 года     | ISBN 978-4-592-18668-7 |
| 9  | 4 января 2010 года   | ISBN 978-4-592-18669-4 |
| 10 | 5 июля 2010 года     | ISBN 978-4-592-18670-0 |
| 11 | 4 марта 2011 года    | ISBN 978-4-592-19361-6 |
| 12 | 5 июля 2011 года     | ISBN 978-4-592-19362-3 |
| 13 | 4 января 2012 года   | ISBN 978-4-592-19363-0 |
| 14 | 5 июля 2012 года     | ISBN 978-4-592-19364-7 |
| 15 | 4 января 2013 года   | ISBN 978-4-592-19365-4 |
| 16 | 5 июля 2013 года     | ISBN 978-4-592-19366-1 |
| 17 | 4 января 2014 года   | ISBN 978-4-592-19367-8 |
| 18 | 5 сентября 2014 года | ISBN 978-4-592-19368-5 |
| 19 | 1 мая 2015 года      | ISBN 978-4-592-19369-2 |
| 20 | 5 апреля 2016 года   | ISBN 978-4-592-19370-8 |
| 21 | 10 октября 2016 года | ISBN 978-4-592-19371-5 |

### Аниме
Анимацией аниме-адаптации занималась студия Brain's Base, режиссёром стал Такахиро Омори. Первые четыре сезона состоят из 13 эпизодов. Серия транслировалась на телеканале TV Tokyo.
Первый сезон выходил с 8 июля 2008 года по 30 сентября 2008 года.
Второй сезон вышел со словом «Продолжение» (яп. 続 зоку) в начале названия и транслировался с 6 января 2009 года по 31 марта 2009 года.
Третий сезон вышел со словом «Три» (яп. 参 сан, старая форма записи) в конце и транслировался с 5 июля 2011 года по 27 сентября 2011 года.
Четвёртый сезон вышел со словом «Четыре» (яп. 肆 си, старая форма записи) в конце и транслировался с 3 января 2012 года по 27 марта 2012 года.
В августе, сентябре и октябре 2013 года читатели журнала LaLa смогли получить специальную OVA под названием «Нянко-сэнсэй и первое поручение» (яп. ニャンコ先生とはじめてのおつかい Нянко-сэнсэй то Хадзимэтэ но Оцукай), в продажу она поступила 24 декабря 2013 года. OVA под названием «Однажды зимним днём» (яп. いつかゆきのひに Ицука Юки но Хи ни) была выпущена 5 февраля 2014 года.
О выходе пятого сезона было объявлено в майском выпуске журнала LaLa за 2016 год. Производство серии перешло к студии Shuka, а авторский состав остался прежним. Сериал состоит из 11 серий, а в конец его названия было добавлено слово «Пять» (яп. 伍 го, старая форма записи). Трансляция длилась с 5 октября 2016 года по 21 декабря 2016 года.
О выходе шестого сезона было объявлено в конце заключительного эпизода пятого сезона. В конец названия сезона было добавлено слово «Шесть» (яп. 陸 року, старая форма записи).
Седьмой сезон был экранизирован в конце 2024 года. Сам автор оригинала не планирует завершать мангу и готовится к последующим экранизациям.

### Фильм
«Тетрадь дружбы Нацумэ: Связь с бренным миром» (яп. 劇場版 夏目友人帳 ～うつせみに結ぶ～ Гэкидзё:бан Нацумэ Ю:дзинтё: Уцусэми ни Мусубу) — полнометражный анимационый фильм по мотивам манги, написанной автором Юки Мидорикавой. Фильм создала студия Shuka под руководством режиссёров Такахиро Эмори и Ито Хидэки по сценарию Садаюки Мурай совместно с Юки Мидорикавой. Премьера состоялась в Японии 29 сентября 2018 года, в России — 14 февраля 2019 года.